# Cerkiew Świętego Ducha w Białymstoku
Cerkiew pod wezwaniem Świętego Ducha – prawosławna cerkiew parafialna w Białymstoku. Należy do dekanatu Białystok diecezji białostocko-gdańskiej Polskiego Autokefalicznego Kościoła Prawosławnego. Znajduje się na osiedlu Wysoki Stoczek, przy ulicy Antoniuk Fabryczny 13.
Zaprojektowana przez Jana Kabaca, wznoszona od lat 80. XX wieku i wyświęcona w 1999 świątynia jest największą prawosławną cerkwią w Polsce. Jest to budowla jednonawowa i pięciokopułowa, z dwoma ołtarzami. Wygląd zewnętrzny obiektu nawiązuje do wezwania cerkwi. Wyposażenie jej wnętrza jest współczesne, wykonane jednak w oparciu o tradycyjne wzorce sztuki cerkiewnej. Freski w świątyni wykonał zespół ikonografów z Doniecka pod kierunkiem Wołodymyra Teliczki.

## Historia

### Budowa cerkwi

#### Przygotowania
Od lat 70. XX wieku prawosławna diecezja białostocko-gdańska starała się o zgodę na budowę nowej cerkwi w Białymstoku, wskazując, że już istniejące czynne obiekty sakralne (sobór św. Mikołaja w centrum, cerkiew Wszystkich Świętych na Wygodzie, cerkiew Zaśnięcia Najświętszej Maryi Panny w Starosielcach oraz cerkiew św. Eliasza w Dojlidach) nie wystarczały na potrzeby zwiększającej się liczby wiernych, emigrujących do miasta ze wsi. Jednak prośby arcybiskupa białostockiego Nikanora oraz proboszcza parafii św. Mikołaja, ks. Serafima Żeleźniakowicza, o uwzględnienie cerkwi w planach budownictwa sakralnego były odrzucane kolejno przez Urząd Wojewódzki w listopadzie 1972, marcu 1974, grudniu 1976, grudniu 1977 i maju 1980. Starania o budowę świątyni kontynuował od 1981 nowy biskup białostocki Sawa. Jak wspominał hierarcha, zażądał on od władz wyznaczenia miejsca dla cerkwi, stwierdzając, iż w przeciwnym razie zacznie starać się o odzyskanie działki przy ul. Sienkiewicza, gdzie znajdował się dawniej sobór Zmartwychwstania Pańskiego, a gdzie po jego rozbiórce powstał gmach Komendy Policji . W lutym 1981 biskup Sawa otrzymał informację, że plan wzniesienia cerkwi został włączony do planu budownictwa sakralnego i kościelnego na rok następny. Nowa świątynia nie miała jednak posiadać statusu parafii, lecz być filią katedralnego soboru.
Razem z ks. Żeleźniakowiczem oraz architektem Janem Kabacem biskup Sawa rozpoczął następnie poszukiwania najodpowiedniejszego miejsca dla nowej świątyni. Wśród wiernych i duchowieństwa istniały w tym zakresie podzielone opinie, rozważano trzy lokalizacje – na Antoniuku, Wygodzie i przy ulicy Kopernika. O wyborze pierwszego miejsca zdecydował osobiście biskup białostocki. W grudniu 1981 zakupiono działkę przy ulicy Antoniuk Fabryczny. Ponieważ okazało się, że na jej terenie mieszkają ludzie, parafia opłaciła dla nich nowe mieszkania. W pierwszym etapie prac budowa nie została dobrze przyjęta przez okolicznych mieszkańców. Do wojewody białostockiego wpłynęła ich skarga, w której stwierdzano, że cerkiew prawosławna „stanie się przyczyną nadmiernego hałasu” i będzie wywoływała zbędne zamieszanie. Już w trakcie budowy niedokończona budowla była trzykrotnie podpalana.
Kamień węgielny, w którym umieszczono obok aktu erekcyjnego kamienie z Grobu Pańskiego, Jordanu i Athosu, pod budowę cerkwi poświęcił biskup białostocki i gdański Sawa w dniu 1 sierpnia 1982. On też powierzył obowiązki nadzorującego budowę ks. Serafimowi Żeleźniakowiczowi. W czasie prac budowlanych w sąsiedztwie przyszłej świątyni działała tymczasowa kaplica. Jeszcze przed położeniem kamienia węgielnego biskup Sawa uzyskał zgodę władz lokalnych na to, by wznoszona cerkiew stała się świątynią parafialną, a nie tylko filią. Parafia została erygowana 16 czerwca 1982 i objęła osiedla Antoniuk, Białostoczek, Dziesięciny, Sady Antoniukowskie, Przyjaźń, Wysoki Stoczek, Marczuk oraz Słoneczny Stok. Z uwagi na liczbę wiernych zamieszkujących ten obszar, planowano wznieść cerkiew o znacznych rozmiarach.

#### Projekty świątyni
Dla budowniczych cerkwi Świętego Ducha od początku najważniejszym było, by świątynia pomieściła jak najwięcej wiernych. Istniało kilka projektów budynku. Pierwszy zakładał odbudowę na nowym miejscu soboru Zmartwychwstania Pańskiego, wzniesionego w okresie zaboru rosyjskiego i rozebranego w dwudziestoleciu międzywojennym. Inna koncepcja przewidywała nawiązanie do tradycyjnej architektury ruskiej. Ostatecznie biskup Sawa dokonał wyboru między projektem architekta Kuźmienki, który uznał za dobry, lecz niespełniający oczekiwań w zakresie liczby wiernych, i pracą Jana Kabaca. Twórca ten zaprojektował monumentalną budowlę nawiązującą kształtem do języków ognia zstępujących na apostołów w momencie Zesłania Ducha Świętego.

#### Wznoszenie cerkwi

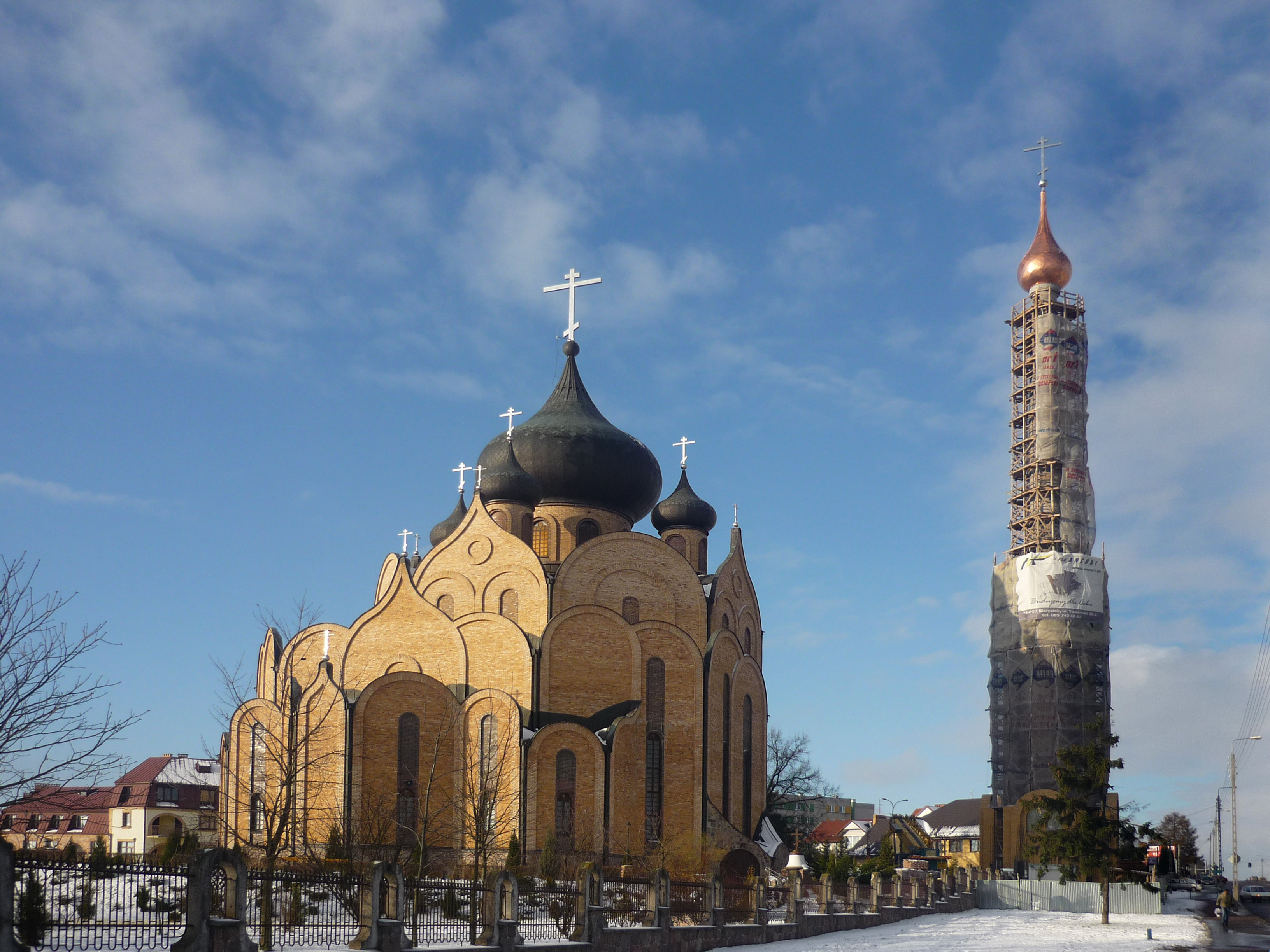
Dzwonnica w czasie budowy, 2008 rok

Już po rozpoczęciu budowy cerkwi okazało się, że zgromadzone środki oraz materiały budowlane są niewystarczające. W ich pozyskiwanie szczególnie zaangażował się ks. Jerzy Boreczko, pierwszy proboszcz parafii Świętego Ducha. Kierownikiem budowy był Aleksander Litwinienko. Wierni osobiście angażowali się w budowę, dobrowolnie podejmując się wykonywania różnych prac. W toku prac architekt Jan Kabac opracowywał projekty kolejnych elementów zespołu świątynnego: ogrodzenia, domu parafialnego, studzienki do święcenia wody, jak również sąsiadującego z cerkwią ogrodu. W Boże Narodzenie (według kalendarza juliańskiego) r. 1988 do użytku liturgicznego oddano cerkiew dolną, położoną w podziemiach budowanej świątyni. Do ukończenia prac nad główną bryłą budowli w podziemnej cerkwi odbywały się wszystkie nabożeństwa, następnie przeznaczono ją jedynie do nabożeństw pogrzebowych, uroczystości przypadających w dzień powszedni oraz do sprawowanych co niedziela Świętych Liturgii w języku polskim.

### Poświęcenie
Cerkiew została konsekrowana 16 maja 1999, w święto patronalne. W ceremonii udział wzięli metropolita warszawski i całej Polski Sawa, biskupi lubelski i chełmski Abel, białostocki i gdański Jakub, bielski Grzegorz oraz biskup grodzieński i wołkowyski Artemiusz (Egzarchat Białoruski Patriarchatu Moskiewskiego).

### Dalsze prace w cerkwi
Cztery lata po poświęceniu świątyni w jej wnętrzu rozpoczęto prace nad wykonaniem kompleksu fresków. Ks. Jerzy Boreczko osobiście wybrał do jej wykonania grupę ikonografów z Doniecka pod kierunkiem Wołodymyra Teliczki, zapoznawszy się wcześniej z całym szeregiem dzieł ikonografów rosyjskich, ukraińskich, białoruskich i bułgarskich. Artyści z Doniecka jako pierwszy wykonali fresk Eucharystia w pomieszczeniu ołtarzowym, obrazujący wieczność ukazywanego sakramentu. Projekt obrazów w nawie opracowali wspólnie ikonografowie, architekt i proboszcz parafii. W 2000 zawieszono panikadiło. Dziesięć lat później przeprowadzono remont dolnej cerkwi, po którym ponownie ją poświęcono. Ceremonii przewodniczył arcybiskup białostocki i gdański Jakub .
Najpóźniej ukończona została dzwonnica cerkiewna, którą wybudowano dopiero w latach 2006–2012. Jej projekt opracowali Jan Kabac i Mikołaj Malesza, zaś prace wykonywali Włodzimierz Troc i Michał Chomczyk.

## Architektura

### Bryła budynku
Cała koncepcja architektoniczna cerkwi opiera się na symbolice Zesłania Ducha Świętego. Ścianom i kopułom nadano kształt języków ognia. Świątynia ma pięć kopuł, które odwołują się do postaci Jezusa Chrystusa i czterech ewangelistów. Nawa cerkiewna została rozplanowana na rzucie oktagonu o powierzchni ponad 800 metrów kwadratowych. Od wschodu znajduje się pomieszczenie ołtarzowe rozdzielone na część z ołtarzem głównym oraz z ołtarzem bocznym (jego patronem jest święty Sawa ). Nawa główna łączy się także z pomieszczeniem przeznaczonym do chrztów, zakrystią, przedsionkiem, w świątyni znajduje się empora przeznaczona dla chóru cerkiewnego.

### Dzwonnica

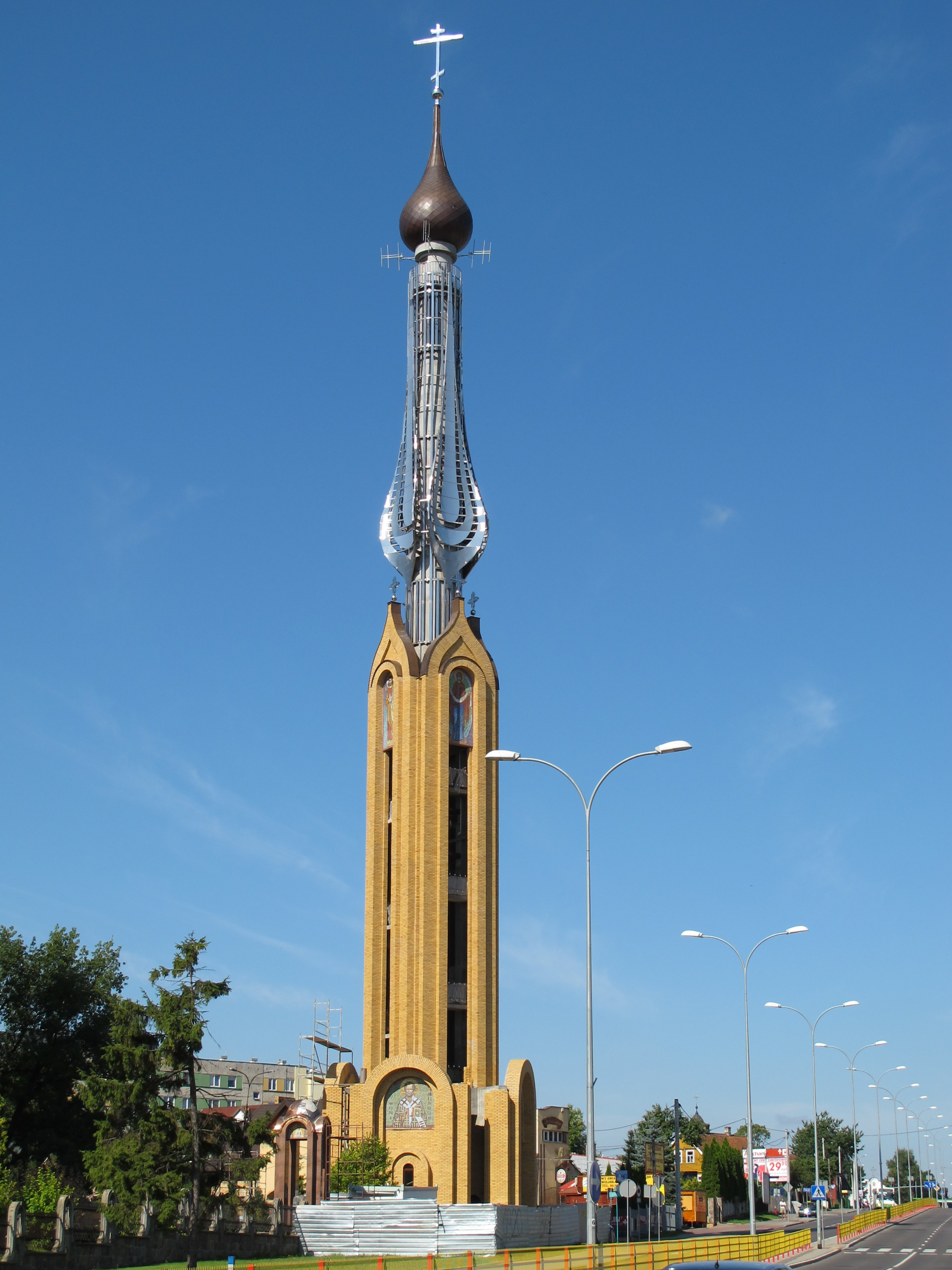
Dzwonnica

Położona jest w sąsiedztwie świątyni, pełni równocześnie funkcję bramy prowadzącej na teren cerkiewny. Została wzniesiona na planie kwadratu o boku 12 metrów . Na 70–metrowej wieży, na trzech poziomach od wysokości 26 metrów począwszy  znajduje się dziesięć dzwonów – cztery odlane w Holandii i sześć w Węgrowie. Na potrzeby cerkiewnych dzwonów skomponowano cztery melodie, których odtwarzanie uruchamiane jest komputerowo, autorem melodii jest Władimir Pietrowski z Archangielska . Dzwony znacząco różnią się wagą – największy waży 800 kg, najlżejszy – 18 kg . Na dzwonnicy zamontowana jest antena Radia Orthodoxia .
Budowlę zdobią motywy krzyży greckich oraz mozaiki. W górnym rzędzie są to kompozycje z wizerunkami Chrystusa z otwartą i zamkniętą Ewangelią, Matki Bożej oraz Opieki Matki Bożej. Niżej umieszczono mozaiczne ikony ewangelistów oraz Obraz Chrystusa Nie Ludzką Ręką Uczyniony, św. Jerzego, św. Mikołaja i Częstochowską Ikonę Matki Bożej. Autorami mozaik są ikonografowie z Doniecka, a łączna ich powierzchnia to 60 metrów kwadratowych .

### Pomnik
Na terenie cerkiewnym znajduje się pomnik prawosławnych mieszkańców Białostocczyzny zabitych i zaginionych w latach 1939–1956: żołnierzy Wojska Polskiego, walczących w szeregach Armii Czerwonej, ofiar radzieckiej deportacji, niemieckiego terroru, egzekucji i pacyfikacji z rąk polskiego podziemia niepodległościowego w latach 1944–1956. Składa się on z tablic z napisem pamiątkowym (Prawosławnym ofiarom drugiej wojny światowej, męczennikom za wiarę i narodowość w latach 1939–1956. Świętym Ziemi Podlaskiej) oraz z wykazem wybranych miejscowości, w których w latach 1939–1956 ginęli prawosławni. Wymieniono: Końcowiznę, Popówkę, Potokę, Rajsk, Sypnie, Szpaki, Wólkę Wygonowską, Zanie, Zaleszany . Jedna z tablic została umieszczona na kamieniu przydrożnym . Całość wieńczy kopułka zwieńczona krzyżem, w której umieszczono mozaiczne wizerunki Chrystusa, Matki Bożej, Atanazego Brzeskiego i Gabriela Zabłudowskiego. Ich autorami są twórcy z Białoruskiej Akademii Sztuki, których pracą kierował Włodzimierz Zinkiewicz .

### Wnętrze

#### Cerkiew górna

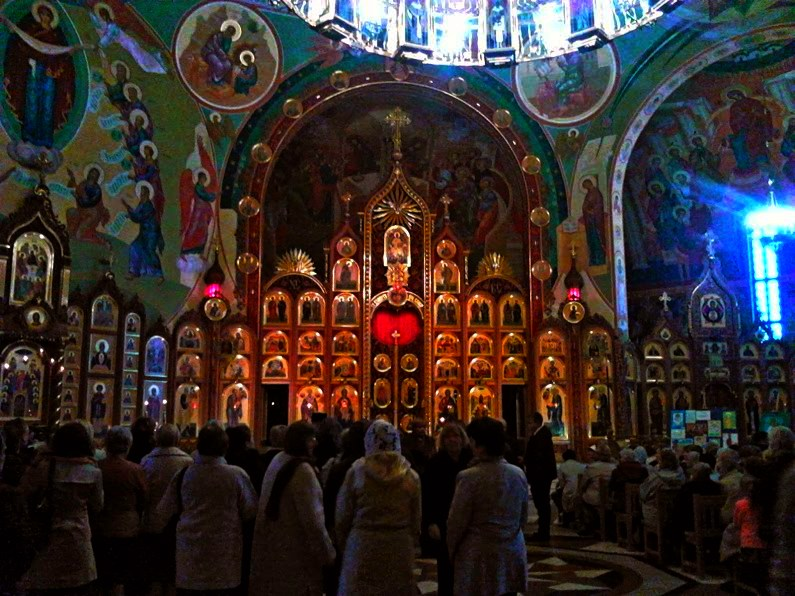
Wnętrze świątyni

##### Ikonostas
Autorem projektu ikonostasu dla cerkwi jest również Jan Kabac; pierwotny projekt Wiktora Szepiety został odrzucony. Wygląd ikonostasu nawiązuje do kształtu cerkiewnych kopuł.
Ikonostas powstawał przez dziesięć lat – 4–5 lat trwało sezonowanie i suszenie dębowego drewna. Przy rzeźbie całości pracowało czterech artystów z Mińska i czterech z Poczajowa. Przestrzeń między wizerunkami świętych wypełniono motywami roślin, owoców winorości oraz krzyży i rozet. Ikony do ikonostasu – łącznie 260 – napisali Wiktor Downar i Aleksander Łoś. Ich fundatorami byli sami wierni, oni również z prywatnych fundacji opłacili wykonanie chorągwi procesyjnych, kielichów i świeczników.

##### Freski

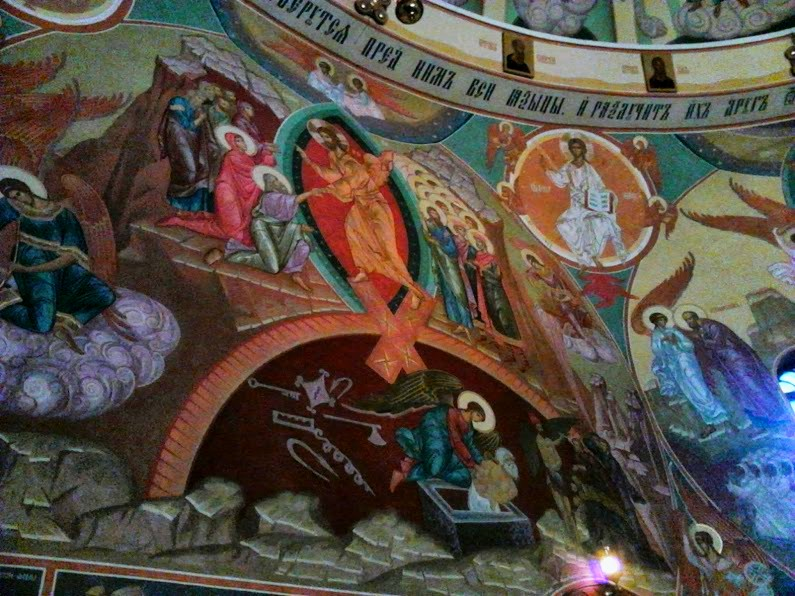
Fresk Zstąpienie do otchłani na północnej ścianie cerkwi

Ściany cerkwi zostały pokryte dekoracją malarską o łącznej powierzchni 6500 metrów kwadratowych. W głównej kopule, w jej najwyższej części od wewnątrz, wykonano cerkiewnosłowiański napis Swiat, Swiat, Swiat, Gospod Sawaof, ispołn' niebo i ziemla sławy twojeja (Święty, Święty, Święty Pan Bóg Zastępów, pełne są niebiosa i ziemia chwały twojej). Niżej widoczny jest rząd cherubinów i serafinów. Poniżej okien w kopule namalowane zostały postacie archaniołów, a pod nimi umieszczono cytat z Psalmu 148 Chwalitie Gospoda z niebies, chwalitie Jego w Wysznich, Chwalitie Jego wsi Angieły Jego, Chwalitie jego wsie siły Jego. W pomieszczeniu ołtarzowym umieszczono fresk Eucharystia, w którym podwójne ukazanie postaci Chrystusa symbolizuje wieczność obrazowanego sakramentu oraz scenę wskrzeszenia Łazarza. W niższym rzędzie malowideł ściennych wyróżnia się postać Chrystusa w szatach kapłańskich i mitrze, w otoczeniu ewangelistów i apostołów stojących na obłokach, jako Króla Niebios i Króla Królów. W zachodniej części kopuły umieszczono kolejny wizerunek Chrystusa – Sędziego, przybywającego w dniu Sądu Ostatecznego. Na balkonie znalazły się ikony proroków, do których podobnie jak do apostołów docierają spływające z kopuły języki ognia.

##### Panikadiło
W cerkwi znajduje się panikadiło o łącznej rozpiętości sześciu metrów, wadze 1200 kg, złożone z dwóch części, z których wyższą umieszczono w samej kopule, zaś niższą – na wysokości 9 metrów od podłogi. Żyrandol podtrzymują 24 liny symbolizujące zstępującego na ziemię Ducha Świętego. Między świecami znajdują się prostopadłościenne witraże z wizerunkami apostołów oraz świętych szczególnie czczonych w Polskim Autokefalicznym Kościele Prawosławnym. Całość przyjmuje kształt zbliżony do korony – panikadiło o podobnej formie ks. Boreczko i Jan Kabac widzieli w jednej z cerkwi poczajowskich. Żyrandol powstał w pracowni w Mińsku.

##### Inne elementy wyposażenia
Tron biskupi ustawiony na górnym miejscu w cerkiewnym prezbiterium zaprojektował również Jan Kabac w oparciu o zabytkowy tron patriarchów moskiewskich i całej Rusi. Z kolei cerkiewna Golgota została wykonana przez Nikołaja Bakumienkę na podstawie szkicu ks. Boreczki po konsultacjach z Janem Kabacem, Wołodymyrem Teliczką i jego zespołem oraz mińskim ikonografem Pawłem Żarowym. Dzieło to wyróżnia się swoją formą na tle analogicznych konstrukcji w innych cerkwiach: ponad tradycyjnym wyobrażeniem Chrystusa na krzyżu, pod którym stoją Matka Boża, św. Jan Teolog, Maria Magdalena i setnik, umieszczono ikonę Chrystusa Nie Ludzką Ręką Uczynionego adorowanego przez dwa anioły, ujętą w cebulasty łuk zwieńczony krzyżem, poniżej którego widoczna jest postać gołębicy. Całość ma 7 metrów wysokości i poza okresem Wielkiego Postu znajduje się pod ścianą południową świątyni. Rzeźbiony Grób Pański, ustawiony w cerkwi pod ścianą północną, wykonany został przez twórców z Poczajowa.
Cerkiewną posadzkę wykonano z marmuru i granitu sprowadzonego z Ukrainy i Białorusi, zaś jej projekt powstał w Petersburgu. Na miejscu posadzkę układał polski katolicki twórca, który pracował przy podobnych realizacjach w Stanach Zjednoczonych.

### Cerkiew dolna
W podziemiach cerkwi Świętego Ducha rozlokowano drugą cerkiew, której patronką jest Ikona Matki Bożej „Nieoczekiwana Radość”. Mieści się w niej ikonostas dwurzędowy, z sześcioma ikonami Matki Bożej, Chrystusa i świętych w rzędzie dolnym oraz czterema ikonami świątecznymi w rzędzie górnym; nad królewskimi wrotami znajduje się obraz Ostatniej Wieczerzy i napis Priimitie, jaditie, sije jest' Tieło Moje. Ściany cerkwi dolnej zdobią freski; na suficie znajduje się wizerunek Matki Bożej oparty na ikonie „Znak”.

### Pomieszczenie-chrzcielnica
Pomieszczenie przylegające od północy do prezbiterium, służące w czasie budowy cerkwi jako stolarnia zostało po jej ukończeniu zaadaptowane na baptysterium. W jego centralnej części znajduje się zaprojektowana przez Wiesława Kisielewskiego marmurowa chrzcielnica z możliwością podgrzewania wody. Przed nim umieszczono jednorzędowy ikonostas, złożony jedynie z carskich wrót oraz ikon Chrystusa i Matki Bożej, zaprojektowany przez Tatianę Misijuk. Na ścianach grupa ikonografów z Doniecka wykonała w jasnej tonacji freski przedstawiające Maryję, Chrystusa, Jana Chrzciciela oraz anioły.

## Odwiedzający cerkiew

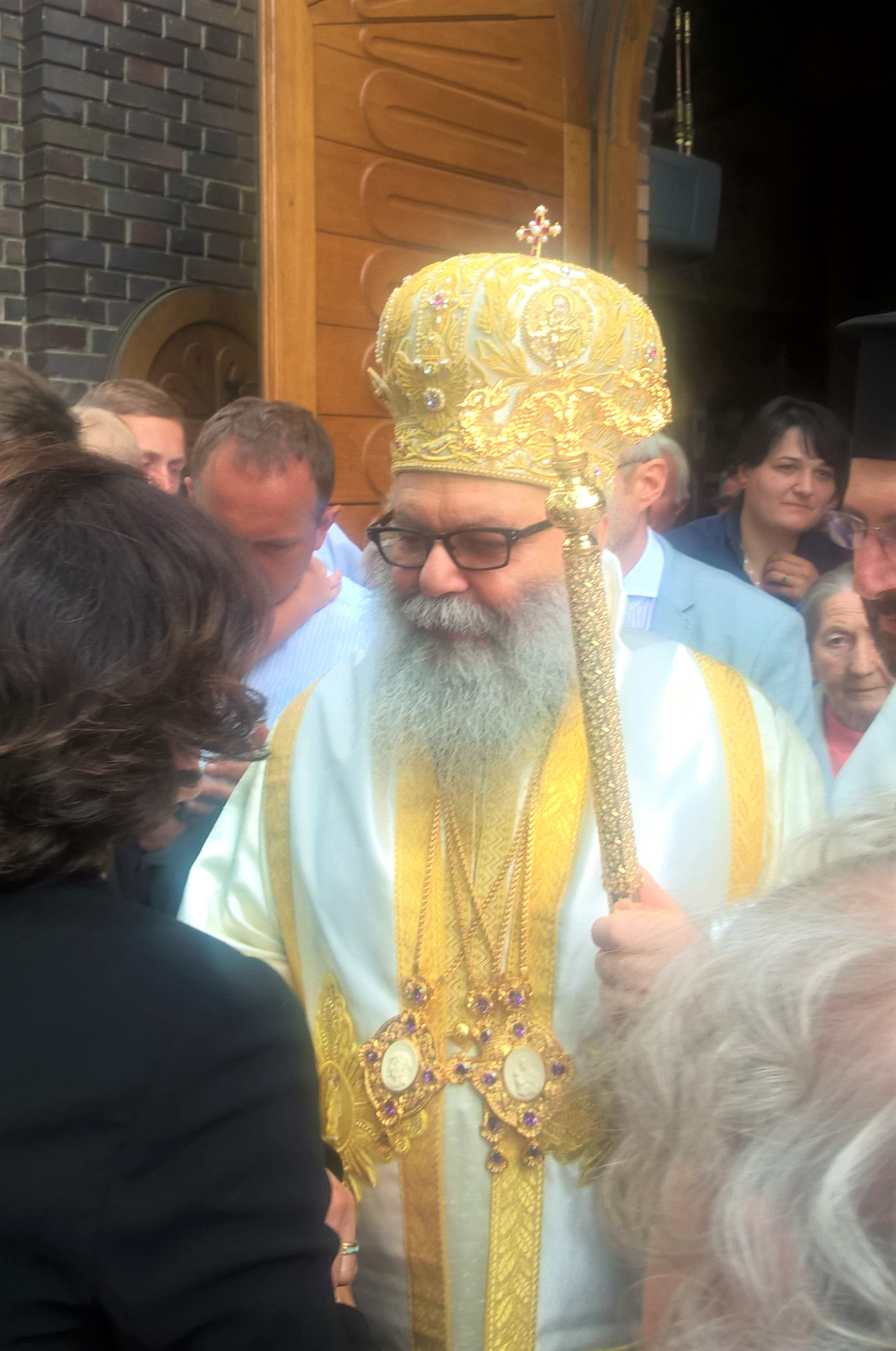
Patriarcha Jan X wśród wiernych, przy wyjściu z cerkwi

W cerkwi Świętego Ducha, jeszcze przed ukończeniem jej budowy, wielokrotnie gościli hierarchowie innych niż PAKP autokefalicznych Kościołów prawosławnych:
- metropolita rostowski i nowoczerkaski Włodzimierz, 8 września 1983[30]
- arcybiskup fiński i karelski Paweł, 16 listopada 1983[30]
- metropolita miński i słucki Filaret, 16 września 1985[31] i 22 listopada 2000[32]
- patriarcha konstantynopolitański Bartłomiej, 15 października 1998[33]
- patriarcha Rumunii Teoktyst, 6 października 2000[32]
- patriarcha Aleksandrii Piotr VII, 21 sierpnia 2001[32]
- patriarcha Serbii Paweł, 23 października 2001[32]
- metropolita całej Ameryki i Kanady Herman, 9 września 2003[34]
- arcybiskup Aten Chrystodulos, 20 września 2003[34]
- arcybiskup Tirany i całej Albanii Anastazy, 2003[32]
- Katolikos-Patriarcha Gruzji Eliasz II, 3 września 2005[34]
- arcybiskup karelski i fiński Leon, 13 października 2006[34]
- arcybiskup Cypru Chryzostom II, 20 sierpnia 2009[34]
- patriarcha jerozolimski Teofil III, 26 czerwca 2010[34]
- metropolita Dioklei Kallistos (Kalikst), 18 listopada 2011[34]
- metropolita płowdiwski Mikołaj, 11 sierpnia 2011[34]
- patriarcha moskiewski i całej Rusi Cyryl, 18 sierpnia 2012[35]
- patriarcha antiocheński Jan X, 21 sierpnia 2016[36]
- metropolita całej Ameryki i Kanady Tichon, sierpień 2018 r.[37]